# Campionati mondiali di sollevamento pesi 2023 - +109 kg maschile
Le gare di sollevamento pesi della categoria oltre i 109 kg maschile — pesi supermassimi — dei campionati mondiali del 2023 si sono svolte il 17 settembre 2023 a Riad presso la Green Hall del Prince Faisal bin Fahad Olympic Complex.

## Programma
L'orario indicato corrisponde a quello saudita (UTC+03:00)
| Data              | Orario | Evento   |
| ----------------- | ------ | -------- |
| 17 settembre 2023 | 09:00  | Gruppo D |
| 17 settembre 2023 | 11:30  | Gruppo C |
| 17 settembre 2023 | 14:00  | Gruppo B |
| 17 settembre 2023 | 16:30  | Gruppo A |

## Medagliati
Per ciascun esercizio, i primi tre classificati sono i seguenti:
| Esercizio | Oro               | Oro    | Argento           | Argento | Bronzo           | Bronzo |
| --------- | ----------------- | ------ | ----------------- | ------- | ---------------- | ------ |
| Strappo   | Lasha T'alakhadze | 220 kg | Gor Minasyan      | 213 kg  | Varazdat Lalayan | 212 kg |
| Slancio   | Lasha T'alakhadze | 253 kg | Simon Martirosyan | 250 kg  | Ali Davoudi      | 249 kg |
| Totale    | Lasha T'alakhadze | 473 kg | Varazdat Lalayan  | 460 kg  | Gor Minasyan     | 459 kg |

## Record
Prima di questa competizione, i record mondiali esistenti erano i seguenti:
| Record mondiale | Strappo | Lasha T'alakhadze | 225 kg | Tashkent, Uzbekistan | 17 dicembre 2021 |
| Record mondiale | Slancio | Lasha T'alakhadze | 267 kg | Tashkent, Uzbekistan | 17 dicembre 2021 |
| Record mondiale | Totale  | Lasha T'alakhadze | 492 kg | Tashkent, Uzbekistan | 17 dicembre 2021 |

## Risultati
| Pos. | Atleta                          | Gr. | Peso atleta | Strappo (kg) | Strappo (kg) | Strappo (kg) | Strappo (kg) | Slancio (kg) | Slancio (kg) | Slancio (kg) | Slancio (kg) | Totale   |
| Pos. | Atleta                          | Gr. | Peso atleta | 1            | 2            | 3            | Pos.         | 1            | 2            | 3            | Pos.         | Totale   |
| ---- | ------------------------------- | --- | ----------- | ------------ | ------------ | ------------ | ------------ | ------------ | ------------ | ------------ | ------------ | -------- |
|      | Lasha T'alakhadze (GEO)         | A   | 177.37      | 208          | 215          | 220          |              | 245          | 253          | 260          |              | 473      |
|      | Varazdat Lalayan (ARM)          | A   | 155.20      | 205          | 212          | 217          |              | 242          | 248          | 255          | 4            | 460      |
|      | Gor Minasyan (BHR)              | A   | 154.04      | 205          | 213          | 220          |              | 240          | 246          | 253          | 5            | 459      |
| 4    | Ali Davoudi (IRI)               | A   | 176.50      | 195          | 195          | 203          | 4            | 240          | 249          | 255          |              | 452      |
| 5    | Simon Martirosyan (ARM)         | A   | 130.21      | 195          | 200          | 205          | 6            | 240          | 250          | 255          |              | 450      |
| 6    | Ėduard Zjazjulin (AIN)          | A   | 144.58      | 200          | 201          | 201          | 5            | 230          | 240          | 243          | 7            | 431      |
| 7    | Ali Rubaiawi (IRQ)              | B   | 127.35      | 185          | 190          | 198          | 7            | 221          | 228          | 231          | 11           | 419      |
| 8    | Lee Jae-sang (KOR)              | B   | 135.80      | 170          | 175          | 175          | 18           | 227          | 241          | 241          | 6            | 416      |
| 9    | David Liti (NZL)                | B   | 183.71      | 174          | 178          | 181          | 12           | 224          | 224          | 226          | 8            | 407      |
| 10   | Mart Seim (EST)                 | B   | 146.87      | 175          | 180          | 185          | 13           | 225          | 225          | 232          | 9            | 405      |
| 11   | Eishiro Murakami (JPN)          | B   | 146.27      | 176          | 181          | 185          | 11           | 220          | 225          | 231          | 12           | 401      |
| 12   | Bakari Turmanidze (GEO)         | B   | 165.00      | 176          | 181          | 185          | 10           | 214          | 220          | 221          | 14           | 399      |
| 13   | Oleh Hanzenko (UKR)             | C   | 157.58      | 173          | 179          | 184          | 14           | 210          | 210          | 211          | 17           | 390      |
| 14   | Hojamuhammet Toýçyýew (TKM)     | B   | 151.70      | 175          | 180          | 181          | 17           | 215          | 215          | 215          | 13           | 390      |
| 15   | Anthony Coullet (FRA)           | C   | 154.25      | 160          | 165          | 165          | 23           | 205          | 215          | 222          | 10           | 387      |
| 16   | Caine Wilkes (USA)              | C   | 156.32      | 165          | 170          | 175          | 16           | 203          | 211          | 216          | 16           | 386      |
| 17   | Sanele Mao (SAM)                | C   | 132.66      | 170          | 175          | 180          | 15           | 210          | 217          | 220          | 18           | 385      |
| 18   | Péter Nagy (HUN)                | C   | 159.96      | 162          | 168          | 168          | 22           | 205          | 213          | 219          | 15           | 381      |
| 19   | Alejandro Medina (USA)          | C   | 133.06      | 165          | 170          | 175          | 21           | 203          | 210          | 217          | 19           | 373      |
| 20   | David Litvinov (ISR)            | C   | 133.74      | 155          | 161          | 166          | 24           | 195          | 195          | 200          | 20           | 361      |
| 21   | Gilberto Lemus (GTM)            | D   | 128.50      | 160          | 170          | 175          | 20           | 190          | 190          | 200          | 23           | 360      |
| 22   | Ragnar Holme (NOR)              | C   | 136.52      | 157          | 157          | 163          | 26           | 195          | 200          | —            | 21           | 352      |
| 23   | Hassan Al-Radhi (KSA)           | D   | 136.90      | 145          | 152          | 156          | 27           | 182          | 190          | 195          | 22           | 346      |
| 24   | Bilal Bouamr (MAR)              | D   | 126.60      | 150          | 156          | 157          | 28           | 180          | 186          | 190          | 24           | 336      |
| 25   | Križan Rajič (CRO)              | D   | 132.50      | 140          | 145          | 150          | 29           | 170          | 175          | 179          | 25           | 324      |
| 26   | Fazal Karim Turkmen (AFG)       | D   | 151.72      | 130          | 135          | 140          | 30           | 170          | 175          | 178          | 26           | 318      |
| 27   | Bokang Kagiso (BOT)             | D   | 117.16      | 120          | 120          | —            | 31           | 145          | —            | —            | 27           | 265      |
| 28   | Muratbyekiin Bakhbyergyen (MGL) | D   | 122.00      | 105          | 108          | 111          | 32           | 133          | 138          | 142          | 28           | 246      |
| —    | Ayat Sharifi (IRI)              | A   | 157.12      | 192          | 199          | 202          | 8            | 233          | 233          | 242          | —            | —        |
| —    | Kamil Kučera (CZE)              | B   | 153.50      | 175          | 175          | 176          | —            | —            | —            | —            | —            | —        |
| —    | Jo Seong-bin (KOR)              | B   | 139.72      | 180          | 189          | 191          | 9            | 221          | 222          | 222          | —            | —        |
| —    | Arkadiusz Michalski (POL)       | C   | 118.69      | 168          | 168          | 171          | —            | —            | —            | —            | —            | —        |
| —    | Jin Cheng (TPE)                 | C   | 145.62      | 150          | 160          | 170          | 25           | 190          | 190          | —            | —            | —        |
| —    | Tamaš Kajdoči (SRB)             | C   | 140.94      | 165          | 172          | 177          | 19           | —            | —            | —            | —            | —        |
| —    | Abdelrahman El-Sayed (EGY)      | D   | 140.00      | 180          | 185          | 185          | —            | —            | —            | —            | —            | —        |
| —    | Rustam Djangabaev (UZB)         | A   | 164.93      | —            | —            | —            | —            | —            | —            | —            | —            | —        |
| —    | Walid Bidani (DZA)              | B   | 144.80      | —            | —            | —            | —            | —            | —            | —            | —            | —        |
| —    | Man Asaad (SYR)                 | D   | 162.90      | —            | —            | —            | —            | —            | —            | —            | —            | —        |
| —    | Enzo Kuworge (NLD)              | D   | 158.00      | —            | —            | —            | —            | —            | —            | —            | —            | —        |
| —    | Kosuke Chinen (JPN)             | D   | 152.00      | —            | —            | —            | —            | —            | —            | —            | —            | —        |
| —    | Hernán Viera (PER)              | D   | 115.00      | —            | —            | —            | —            | —            | —            | —            | —            | —        |
| —    | Gurdeep Singh (IND)             | D   | 165.40      | —            | —            | —            | —            | —            | —            | —            | —            | —        |
| —    | Reza Rouhi (WRT)                | C   | ritirato    | ritirato     | ritirato     | ritirato     | ritirato     | ritirato     | ritirato     | ritirato     | ritirato     | ritirato |